# Benedict Keaney
Benedict Keaney – australijski zapaśnik walczący w stylu klasycznym. Złoty medalista mistrzostw Oceanii w 2016 roku.